# Saar-Rhein-Weg
Der Saar-Rhein-Weg ist ein Wanderweg, der durch das Saarland und die Pfalz führt. Er gehört zu den sogenannten „Saar-Rhein-Wanderwegen“. Seine Markierung ist ein grüner Balken.

## Verlauf
Der Weg hat seinen Ausgangspunkt in Saarbrücken und überschreitet bei Kirrberg die Landesgrenze zu Rheinland-Pfalz. Über den Zweibrücker Stadtteil Niederauerbach führt er weiter nach Contwig, Walshausen, Kleinsteinhausen, Bottenbach und Kröppen bis nach Hilst. 
Danach tritt der Weg in den Pfälzerwald ein und verläuft über Eppenbrunn, den Eppenbrunner Bach und die Eselssteige nach Schöntal und Ludwigswinkel sowie von dort aus über Petersbächel und Schönau nach Nothweiler, wo er den Graf-Zeppelin-Brunnen passiert. Anschließend führt er über den Großer Humberg sowie anschließend entlang des Woogbach über Bobenthal bis nach Sankt Germanshof unweit der Grenze zwischen Deutschland und Frankreich. 
Weiter führt der Weg abschließend über den Hohen Kopf, Schweigen-Rechtenbach – vorbei am Deutschen Weintor –, Schweighofen und Kapsweyer in West-Ost-Richtung mitten durch den Bienwald, um schließlich über Kandel in Wörth am Rhein zu enden.

## Besonderheiten
Im Pfälzerwald ist sein Verlauf stellenweise mit dem des Hornbach-Fleckenstein-Radwegs identisch, von Kröppen bis kurz vor Schöntal mit derjenigen der Südroute der Pfälzer Jakobswege und innerhalb von Schweigen-Rechtenbach mit dem Pfälzer Waldpfad.